# Inverness Highlands North
Inverness Highlands North est une census-designated place du comté de Citrus, dans l'État de Floride, aux États-Unis,. En 2020, elle compte une population de 2 707 habitants.